# Осетеново
Осете́ново (болг. Осетеново) — село в Старозагорській області Болгарії. Входить до складу общини Павел-Баня.

## Населення
За даними перепису населення 2011 року у селі проживали 1304 особи.
Національний склад населення села:
| Національність   | Кількість осіб | Відсоток |
| ---------------- | -------------- | -------- |
| турки            | 721            | 57,5%    |
| болгари          | 499            | 39,8%    |
| цигани           | 30             | 2,4%     |
| інша             | 0              | 0%       |
| не визначились   | 5              | 0,4%     |
| Всього відповіли | 1255           |          |

Розподіл населення за віком у 2011 році:
Динаміка населення: